# 北の国から〜遥かなる大地より〜
「北の国から〜遥かなる大地より〜」（きたのくにから はるかなるだいちより）あるいは「北の国から〜遙かなる大地より〜」は、さだまさしが作曲した楽曲で、テレビドラマ『北の国から』の主題歌である。曲名の表記は単に「北の国から」や「遥かなる大地より」「遙かなる大地より」また「北の国から メインテーマ」とも表記される。

## 楽曲の概要
作曲・編曲ともさだ自身による楽曲で基本は歌詞のないインストゥルメンタルであるが、さだと白鳥座によるコーラスが入る。また、さだのレコードによるオリジナルバージョンでは、「遥かなる大地より」に引き続いて「螢のテーマ」が演奏されるためにタイトル表記は、「北の国から 遥かなる大地より〜螢のテーマ」となる。なお、ドラマ『北の国から』にて使用されているものと同じ音源は、レコード・CD化されていない。
現在では北海道を象徴する楽曲としてバラエティ番組で黒板五郎の物真似をしている時などで使われたり、全国各地の百貨店などで開催される北海道物産展で流されるほか、北海道日本ハムファイターズやレバンガ北海道の応援などにも使用されている。

## 作曲の経緯
さだまさしがコンサートツアーで札幌に行った1980年12月15日、さだと当時のバンドのギタリスト坂元昭二は『北の国から』の脚本家倉本聰の富良野の自宅に呼ばれ、連続ドラマ版の第1回・第2回のビデオを見せられた。倉本に感想を聞かれたさだが「これは大ヒットしますよ」と答えたところ、倉本に「じゃ、まさしが音楽やって」と言われてしまった。
当初さだ自身は九州（長崎県長崎市）出身でもあってか、「北海道には地元出身のシンガーがいるだろう?」と答えたが、倉本は「そんな事は関係ないから、是非さださんに作って貰いたい」と答えた。問答の末にさだが承諾したところ、今度は「今作れ!」といわれた為、即興で作ることになった。
さだは、北海道の広大な大地をイメージしたメロディーラインを「♪ああーあああああーあ（語尾下げて）」と発したところ、倉本が「それいいね。で、その続きは?」と言い、「♪ああーあああああー（語尾上げて）」と発した。さらに倉本の「続けて」に対して、さだは「♪んんーんんんんんーん、んんん、んんんんんー」と呼応。これを聞いた倉本が「いいね。これでいこう」とそのまま決定。メロディーラインを即興で考え発しただけのつもりが、イントロのギターからAメロ・Bメロと、その時の即興メロディー案がそのまま採用され、わずか10分ほどで基本が出来上がったという。
以降、さだ自身がインタビュー取材やコンサートのトークで「僕が作った曲の中で一番素晴らしいのは『北の国から〜遥かなる大地より〜』です。なにしろ、すべての詩が『あ』と『ん』だけで表現されてますから! こんなに楽で完成度の高い曲はもう一生書けないでしょうね」としばしば自虐ネタとして披露する。

## シングルCD（1998年盤）
| #  | タイトル                                    | 作詞 | 作曲・編曲 | 備考                                           | 時間 |
| -- | ------------------------------------------- | ---- | ---------- | ---------------------------------------------- | ---- |
| 1. | 「北の国から 遥かなる大地より〜螢のテーマ」 |      | さだまさし | ラベンダーの香りを染込ませた特殊仕様ジャケット | 4:29 |

## 収録レコード・CD
現在までに、さだ自身の演奏するバージョンは以下に示すシングルとアルバムに収録されている。また、インターネット配信限定で「北の国から2010」も発表されている。

### シングルレコード
長崎小夜曲
- 1982年9月11日発売 FFR-1507（フリーフライト/ワーナー・パイオニア）

B面収録（「長崎小夜曲」が南面・「北の国から」が北面）

### マキシシングル
小さな手
- 2002年6月21日発売 TECN-13796（フリーフライト/テイチク）

C/W 「結のテーマ」も収録。

### アルバム
さだまさしシングルス全集 第4巻
- 1992年1月25日発売 WPCF-630（フリーフライト/ワーナーミュージック・ジャパン）
- 1998年5月21日 WDCN-24131で再発（フリーフライト/ワンダーエンターテインメント）
- 1999年1月28日 TECN-24531で再発（フリーフライト/テイチク）

逢ひみての
- 1993年10月25日発売 WPCF-791（フリーフライト/ワーナーミュージック・ジャパン）
- 1997年12月17日 WDCN-28120で再発（フリーフライト/ワンダーエンターテインメント）
- 1999年2月26日 TECN-28523で再発（フリーフライト/テイチク）
- 2004年6月30日 FRCA-1120で再発（フリーフライト/フォアレコード）

服部隆之編曲の別アレンジバージョン『北の国から'93』として収録。
さだまさしベスト
- 1994年12月21日発売 WPC7-8088（フリーフライト/ワーナーミュージック・ジャパン）
- 1998年10月21日 TECN-30471で再発（フリーフライト/テイチク）
- 2003年1月22日 デビュー30周年記念リマスター盤 FRCA-1053で再発（フリーフライト/フォアレコード）

案山子〜HOME SWEET SONGS
- 2003年3月19日発売 FRCA-1057（フリーフライト/フォアレコード）

### サウンドトラック
北の国から オリジナル・スコア・ヴァージョン
- 1998年7月23日発売 WDCD-28123（フリーフライト/ワンダーエンターテインメント）
- 1999年1月29日発売で再発 TECN-28534（フリーフライト/テイチク）

北の国から オリジナル・スコア・ヴァージョン 完全版
- 2002年7月24日発売 TECN-28799（フリーフライト/テイチク）

上記『北の国から オリジナル・スコア・ヴァージョン』に新曲を追加。
北の国から 完全盤
- 2004年2月21日 FRCA-1097（フリーフライト/フォアレコード）

上記『北の国から オリジナル・スコア・ヴァージョン 完全版』の再発。

### ライブ・アルバム
のちのおもひに
- 1994年4月25日発売  WPC7-8001/12（フリーフライト/ワーナーミュージック・ジャパン）

燦然會 コンサート3000回達成記念集會
- 2002年5月22日発売 TECN-63791/3（フリーフライト/テイチク）

月虹 over the Moon-Bow 第一夜〜第四夜
- 2003年7月23日発売 FRCA-1062/73（フリーフライト/フォアレコード）

3333 in 日本武道館
- 2005年12月7日発売 FRCA-1141/6（フリーフライト/フォアレコード）

さだまさしデビュー35周年記念コンサートFESTIVAL HALL 200
- 2009年2月4日発売 FRCA-1204（フリーフライト/ユーキャン）

「北の国からメドレー」（遙かなる大地より〜五郎のテーマ〜純のテーマ〜螢のテーマ〜遙かなる大地より）

## 派生
さだ自身のコンサートでは、「♪ああー」を長めに伸ばし転調し、美空ひばりの「川の流れのように」に繋げ、また「♪ああー」で本曲に戻ってくる「北の国からの流れのように」を披露する事もある。

## カバー
- 内田奈織 - 『HARP TO HEART』(2003年)
- 小原孝 - 『テレビドラマ ピアノ名曲選』(2004年)
- 葉加瀬太郎 - 『みんなのさだ』(2023年)
- 金益研二 - 『これが弾けりゃ〜人気者! ピアノネタ105選』(2012年)
- 木谷悦子 - 『桃花源』(2002年)
- 栗コーダーカルテット - 『ウクレレ 北の国から』(2007年)
- 坂元昭二 - 『樹音 Breeze of God』(1995年)
- 賈鵬芳 - 『こころふれあい 〜二胡がさそう郷愁〜』(2016年)
- 姜建華 - 『故郷熱情』(2002年)
- 白水大介 - 『POSSIBILITY』(2009年)
- スライ&ロビー - 『J-スタンダード レゲエ プラス』(2011年)
- セルゲイ・ナカリャコフ - 『エレジー〜ミラクル・トランペット3』(1997年)
- 宅間久善 - 『コズミック・レイン』(1998年)
- 中塚武 - 『GIRLS & BOYS』(2006年)
- 花井悠希 - 『主人公 〜さだまさしクラシックス』(2010年)
- May J. - 『Sweet Song Covers』(2016年)
- 吉田弥生 - 『三番街の詩 〜さだまさしメロディー集〜』(1995年)